# Otto I av Bayern
Denna artikel handlar om kungen. För den medeltida hertigen med samma namn och nummer, se Otto I, hertig av Bayern.
Otto I (fullständigt namn Otto Wilhelm Luitpold Adalbert Waldemar), född 27 april 1848 i München, död 11 oktober 1916 på slottet Fürstenried i samma stad, var kung av Bayern från 1886 till 1913.

## Biografi
Otto var yngre son till Maximilian II av Bayern och bror till Ludvig II av Bayern. Han deltog i tyska enhetskriget och tysk-franska kriget. Sedan Ludvig II av Bayern avlidit blev Otto den 13 juni 1886 proklamerad kung. 
Han var dock sinnessjuk, vilket läkare konstaterat redan 1871–1872, och sattes som kung 1886 omedelbart under regentskap av sin farbror, prinsregenten Luitpold av Bayern, som 1912 efterträddes i denna roll av sin son Ludvig.
Den 8 november 1913 efterträdde kusinen Ludvig formellt Otto I som regerande kung under namnet Ludvig III av Bayern, men Otto fick behålla den titulära kungatiteln livet ut.

## Utmärkelser
- Riddare av Gyllene skinnets orden
- Malteserorden
- Bayerska militärförtjänstorden
- Järnkorset av 1:a klass
- Järnkorset av 2:a klassen
- Gyllene skinnets orden
- Bayerska Sankt Mikaels förtjänstorden
- Max-Josefsorden
- Riddare av Den Heliga gravens av Jerusalem riddarorden
- Bayerska kronorden
- Andreasorden
- Sankt Hubertusorden
- Den Heliga gravens av Jerusalem riddarorden

[Redigera Wikidata]